# Hanna Dorsin
Hanna Margareta Dorsin, tidigare Löfqvist, även känd som Hanna Löfqvist Dorsin, född 7 mars 1973 i Uppsala församling, Uppsala län, är en svensk skådespelare och komiker.
Dorsin studerade på Teaterhögskolan i Stockholm 1999–2003. Sedan 2004 är hon en del av humorgruppen Grotesco.
Vid sidan av skådespelandet arbetar Dorsin som undersköterska på Karolinska universitetssjukhuset. Hon är gift med skådespelaren och komikern Henrik Dorsin, och har tillsammans med honom två söner, varav den ene är Frank Dorsin.

## Filmografi
- 2001 – En sång för Martin (som Hanna Lövqvist)[n 1]
- 2007–2017 – Grotesco (TV-serie)
- 2009 – Behandlingen
- 2011 – Åsa-Nisse – wälkom to Knohult
- 2011 – Gustafsson 3 tr (TV-serie)
- 2017 – Grotescos sju mästerverk (TV-serie)
- 2018 – Helt perfekt (TV-serie)
- 2018–2020 – På spåret (TV-serie)
- 2019 – Förfärliga snömannen (röst som dr. Zara)
- 2019 – She-Ra och prinsessrebellerna (TV-serie) (röst som Dubbel-Trubbel)
- 2019 – Ture Sventon och Bermudatriangelns hemlighet (TV-serie)
- 2020 – Morden i Sandhamn (TV-serie)
- 2020 – Själen (röst som Jerry A)
- 2023 – Det är något som inte stämmer

## Teater

### Roller (ej komplett)
| År   | Roll        | Produktion                                         | Regi                       | Teater                   |
| ---- | ----------- | -------------------------------------------------- | -------------------------- | ------------------------ |
| 2011 | Kvinnan     | Efter bröllopet Bertolt Brecht                     | Dritëro Kasapi             | Stockholms stadsteater   |
| 2015 | Medverkande | Grotesco på Scala – En näradödenrevy Henrik Dorsin | Anna Vnuk                  | Scalateatern             |
| 2021 |             | De närmaste Lolo Amble                             | Andreas T Olsson           | Kulturhuset Stadsteatern |
| 2023 | Margaret    | 9 to 5 Patricia Resnick och Dolly Parton           | Farnaz Arbabi              | Uppsala stadsteater      |
| 2024 |             | Julen – the musical Jacke Sjödin                   | Jacke Sjödin Hans Marklund | Uppsala stadsteater      |